# Лосиний
Лоси́ний (рос. Лосиный) — селище у складі Березовського міського округу Свердловської області.
Населення — 2355 осіб 2010, 2226 у 2002).
До 12 липня 2004 року селище мало статус селища міського типу.